# Skała nad Wsią (Karlin)

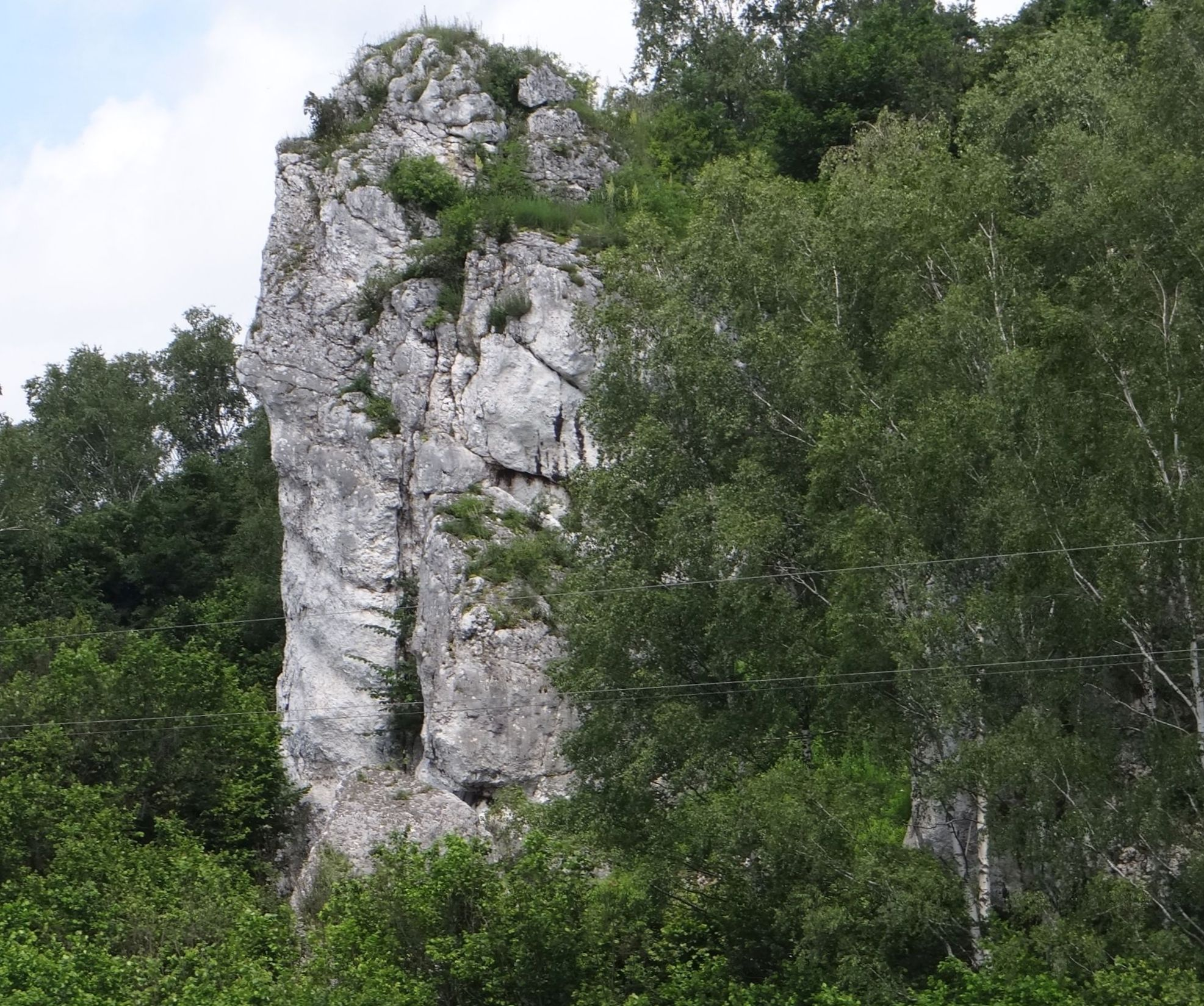
Widok od południa

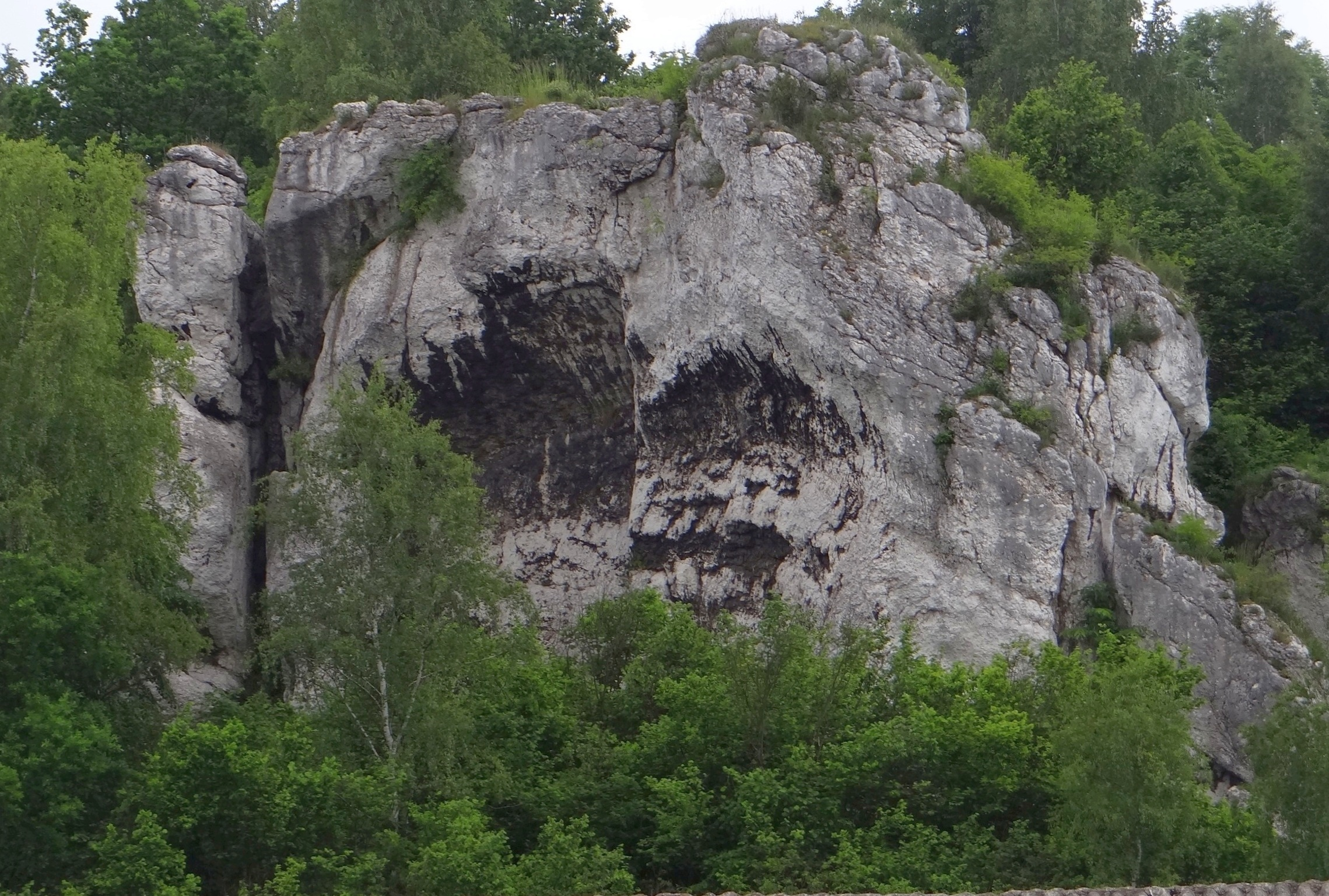
Widok od zachodu

Skała nad Wsią – skała w Karlinie (dzielnica Zawiercia) w województwie śląskim na Wyżynie Częstochowskiej będącej częścią Wyżyny Krakowsko-Częstochowskiej. Na mapie Geoportalu opisana jest jako Karlin. Wznosi się na stromym zboczu po wschodniej stronie zabudowań Karlina i jest widoczna z asfaltowej drogi. Od zajazdu „Biała Skała” prowadzi do niej wygodna ścieżka.
Skała nad Wsią zbudowana jest z twardych wapieni skalistych. Ma wysokość 20 m, ściany pionowe lub przewieszone z rysami, kominami, filarami i zacięciami. Już w latach 80. XX wieku uprawiano na niej wspinaczkę skalną. W późniejszych latach tworzono na niej kolejne drogi wspinaczkowe. W 2020 r. jest ich już 27 i jedna możliwość. Drogi mają trudność od IV do VI.4+ w skali Kurtyki i większość z nich ma zamontowane stałe punkty asekuracyjne w postaci ringów i stanowisk zjazdowych. Wśród wspinaczy skała jest średnio popularna.

## Drogi wspinaczkowe
1. Rysa za kantem; VI+ (wspinaczka tradycyjna)
2. Różowa jałowcówka; VI.2
3. Droga czerwonej hinajany; VI.2+
4. Vril; VI.4+
5. Komin przy zachodniej baszcie; VI.4 (wspinaczka tradycyjna)
6. Księżycowy trawers; V+ (wspinaczka tradycyjna)
7. Rysa pieśni wadżry. VI.3+
8. Droga pod wampirem; VI.3
9. Możliwość
10. Trzy filary zen; VI.2+
11. Ostatnia ucieczka ojca; VI.3 (kruszyzna)
12. Dzień ojca; VI.3/3+ (kruszyzna)
13. Późny Gierek; VI.3+
14. Ryski karlińskie; VI+ (wspinaczka tradycyjna)
15. Uśmiech Mahakali; VI.3
16. Cantabile; VI+
17. Nauki wadżrajany; VI.4/4+
18. Rysa między pośladkami; VI (wspinaczka tradycyjna)
19. Memento z banalnym tryptykiem; VI.2
20. Pan z Poznania; VI.1
21. PrzePaść; VI.3
22. Mały pierdolnik; VI+
23. Rysa Kalego; VI.1+
24. Nauki mahajany; VI.3/3+
25. Był sobie kotek; VI.3+
26. Maranatha; VI.4+
27. Szerma; VI.4 (kruszyzna)
28. Zippo; VI.3 (kruszyzna)[1].